# Лозинская, Елена Иосифовна
Елена Иосифовна Лозинская — российский учёный в области химии высокомолекулярных соединений, лауреат Премии имени С. В. Лебедева РАН 2013 года.

## Биография
Родилась 27 января 1966 года.
Окончила Московский химико-технологический институт им. Д. И. Менделеева и его аспирантуру, в 1995 г. защитила кандидатскую диссертацию на тему «Синтез и спектральные свойства эффективно флуоресцирующих полишиффовых оснований».
С 1 ноября 1999 г. старший научный сотрудник отдела высокомолекулярных соединений Лаборатории высокомолекулярных соединений (ЛВМС) Института элементоорганических соединений им. А. Н. Несмеянова РАН.
Научный вклад на 2018 год: 55 статей, 2 книги, 22 доклада на конференциях, 16 тезисов докладов, 13 НИР, 3 патента.
Соавтор книг:
- 2013 New use of ionic liquids. chapter 11 in Polymers for Advanced Technologies: Processing, Characterization and Applications. Zabegaeva Olesya N., Volkova Tatyana V., Shaplov Alexander S., Lozinskaya Elena I., Afonicheva Olga V., Buzin Mikhail I., Synitsyna Olga V., Vygodskii Yakov S. Academic Press Canada, ISBN 9781926895345, 286 с.
- 2012 Unique properties of polymers and composites, Volume 2, Pure & applied science today & tomorrow. Chapter 5 «Anionic ring-opening polymerization of ε-caprolactam in the presence of an ionic liquid». Zabegaeva O.N., Volkova T.V., Shaplov A.S., Lozinskaya E.I., Afonicheva O.V., Buzin M.I., Sinitsyna O.V., Vygodskii Ya S. Publishers Inc New York, ISBN 9781614705208, 344 с.

## Награды
- Премия имени С. В. Лебедева РАН 2013 года — за цикл работ «Ионные жидкости в синтезе и модификации полимеров, перспективные направления использования».